# أي كلام (فلم)
أي كلام فيلم درامي وثائقي من تأليف وإخراج محمد سعيد محفوظ، تم إنتاجه عام 2008، وحصل على جائزة لجنة التحكيم الخاصة من مهرجان الجزيرة الدولي الخامس للأفلام الوثائقية.